# Say My Name
Say My Name este un cântec al formației R&B americane Destiny's Child. A fost scris de membrele formației Beyoncé Knowles, LeToya Luckett, LaTavia Roberson și Kelly Rowland, împreună cu LaShawn Daniels, Fred Jerkins III și Rodney "Darkchild" Jerkins pentru cel de-al doilea album al trupei, The Writing's on the Wall (1999).
Cântecul reprezintă al treilea single de pe album și a marcat apariția unor noi membre în formație, Michelle Williams și Farrah Franklin.
„Say My Name” i-a adus formției două premii Grammy la ceremonia din 2001 (Best R&B Performance by a Duo or Group with Vocals și Best R&B Song). Videoclipul piesei a câștigat premiul MTV Video Music Award for Best R&B Video 2000 și alte premii, printre care Soul Train Lady of Soul Award for Best R&B/Soul Single, Group, Band or Duo și BMI Pop Award for Most Played Song.

## Lista pieselor
| US CD single 1. "Say My Name" (album version) – 4:28 2. "Say My Name" (Timbaland remix) – 5:02 US Maxi CD single 1. "Say My Name" (album version) – 4:28 2. "Say My Name" (Timbaland remix) – 5:02 3. "Say My Name" (Maurice's Last Days of Disco Millennium Mix) – 7:35 4. "Say My Name" (Daddy D Remix w/ Rap) – 4:48 5. "Say My Name" (Album Version) (featuring Kobe Bryant) – 4:27 UK CD single 1 1. "Say My Name" – 4:28 2. "Say My Name" (Storm Mix by Tariq) – 4:35 3. "Say My Name" (Timbaland Remix) – 5:01 UK CD single 2 1. "Say My Name" (Dreem Teem Club Mix) – 5:45 2. "Say My Name" (Noodles Mix) – 5:17 3. "Say My Name" (Maurice's Bass 2000 Mix) – 4:20 Also includes a poster | European CD single 1 COL 668851 5 1. "Say My Name" (radio edit) – 3:46 2. "Say My Name" (album version) – 4:28 3. "Say My Name" (Timbaland remix) – 5:02 4. "Say My Name" (album version) (featuring Kobe Bryant) – 4:27 5. "Say My Name" (Daddy D remix w/o rap) – 4:48 European CD single 2 COL 668851 2 1. "Say My Name" (album version) – 4:28 2. "Say My Name" (Timbaland remix) – 5:01 3. "Say My Name" (album version) (featuring Kobe Bryant) – 4:27 4. "Say My Name" (Daddy D remix w/o rap) – 4:48 Australian enhanced CD single 1. "Say My Name" (album version) – 4:28 2. "Say My Name" (a cappella) – 4:00 3. "Say My Name" (instrumental) – 4:27 4. "Bills, Bills, Bills" (album version) – 4:14 |